# Várzea da Ovelha e Aliviada
Várzea da Ovelha e Aliviada ist ein Ort und eine ehemalige Gemeinde (Freguesia) im portugiesischen Kreis Marco de Canaveses.
Die Gemeinde hatte 2172 Einwohner (Stand 30. Juni 2011).
Am 29. September 2013 wurden die Gemeinden Várzea da Ovelha e Aliviada und Folhada zur neuen Gemeinde Várzea, Aliviada e Folhada zusammengeschlossen.